# Festa do Boi de Allariz
La Fiesta del Buey (Festa do Boi) es una celebración popular característica de la localidad española de Allariz, en la provincia de Orense. Consiste en correr un buey por las calles alaricanas, controlado por los mozos gracias a una cuerda atada a los cuernos. La fiesta, que se celebra desde el siglo XIV (1317), hace coincidencia con el fin de semana del Corpus Christi.
Desde entonces, todos los años salía el buey en el Corpus, y aunque durante la Guerra Civil esta celebración fue suspendida, en 1983 un grupo de mozos decidió recuperar dicha Fiesta del Buey. Está declarada desde 2006 Fiesta de interés turístico de Galicia.

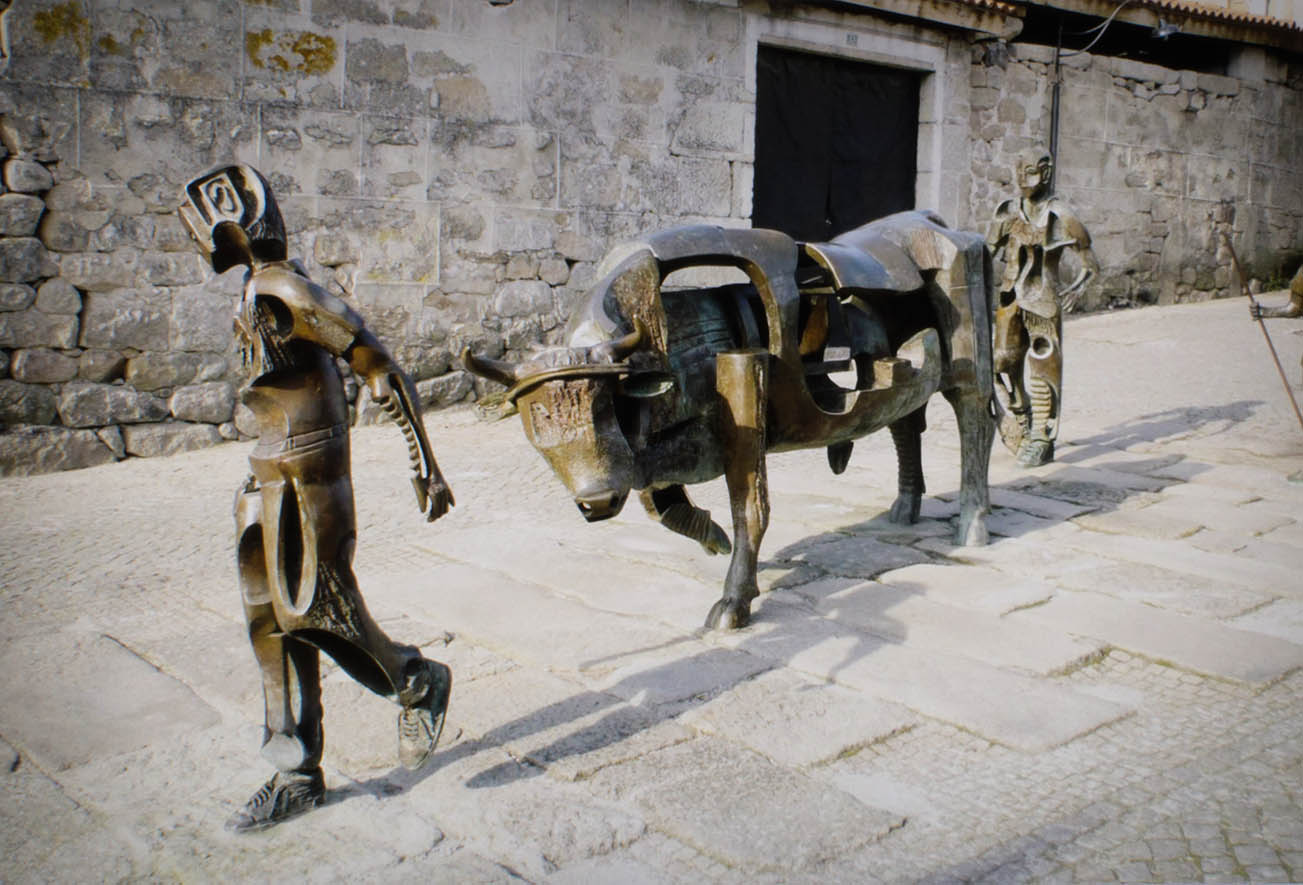
Escultura dedicada a la Fiesta del Buey (Festa do Boi)

## Orígenes
Los orígenes de esta fiesta son diversos según las fuentes. La tradición cuenta que los judíos que habitaban en la villa de Allariz solían expresar su rechazo de la procesión del Santísimo en la festividad del Corpus con burlas y risas, las cuales añadían gritos e insultos contra los cristianos. Para finalizar con esa falta de respeto, un tal Xan de Arzúa, noble alaricano religioso, montó a lomos de un buey y cargó contra los judíos, a la vez que sus criados los agitaban echándoles por encima ceniza y hormigas que llevaban en unos sacos, consiguiendo, así, que los judíos presenciaran reverentemente la procesión.
Otro posible origen de la fiesta, sería la reacción de Xan de Arzúa, ahora un caballero que visitaba la villa, contra la prohibición que regía de que los forasteros no podían cruzar la villa montados a caballo. Cuando le obligaron a bajar de su caballo, se subió a un buey y cruzó sobre éste la villa entera. En cualquiera de estos dos casos, dejó un legado para que los vecinos repitiesen dicha hazaña todos los años, representándolo como un muñeco de paja montado en un buey.

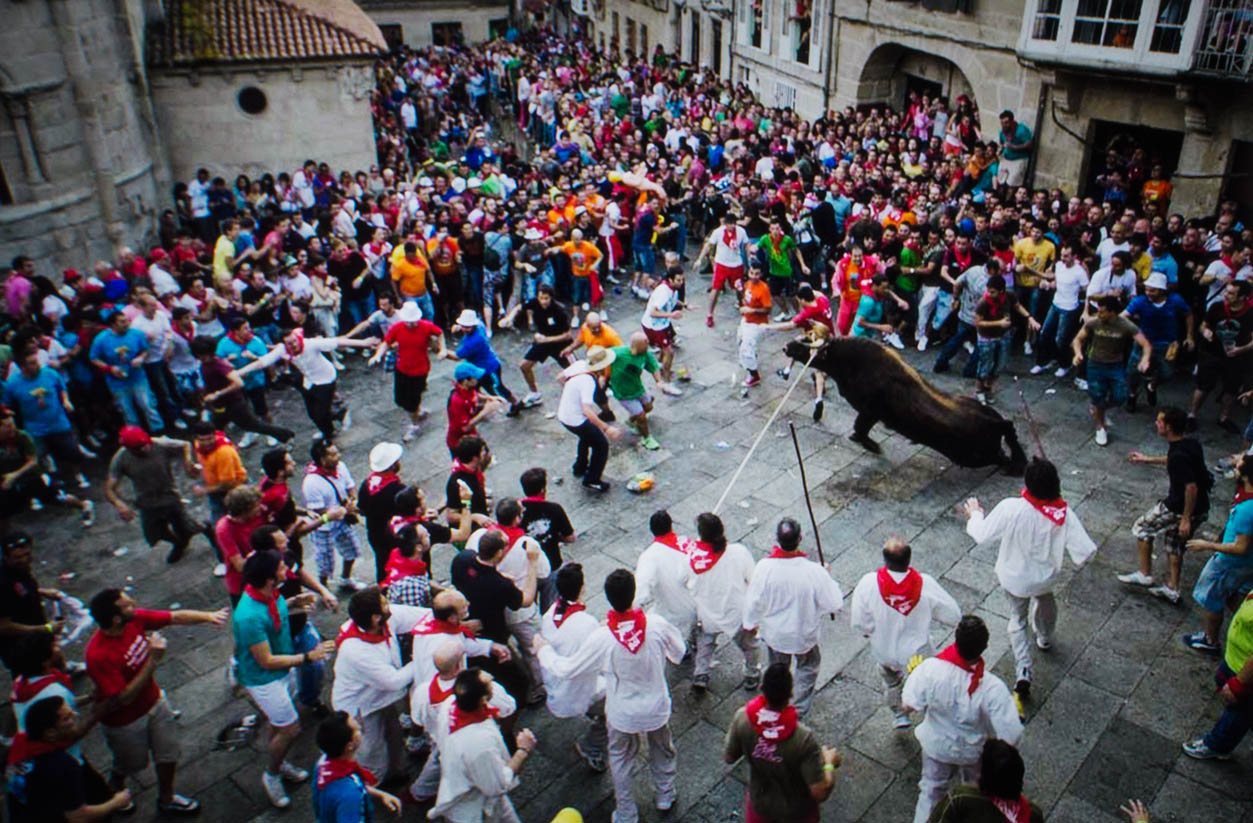
Allariz durante la Fiesta del Buey (Festa do Boi)

Finalmente, una tercera hipótesis sería que el tal Xan de Arzúa, era como llamaban los vecinos a un muñeco de paja que llevaban al frente de la procesión y que, finalizada esta, corrían por las calles atado a un buey.
Hoy, el muñeco que imita ser Xan de Arzúa, se cuelga del balcón de la casa del concejo para atraer la atención del buey.

## La fiesta
Las fiestas se desarrollan a lo largo de una semana habitualmente empiezan el sábado anterior al jueves del Corpus Christi, con la prueba de las condiciones del buey y con un programa de fiestas que engloban diferentes actividades, en las que correr el buey es la más destacada, en ella participan público de diferentes edades y supone un importante motor económico local. El buey corre por las calles antiguas (llamado Casco Histórico) del pueblo durante nueve días en diferentes momentos del día. El domingo se realiza el «maratón do Boi» en el que los 3 diferentes Bois salen por las calles a mediodía y dos horas por la tarde.
El buey se cría en libertad en el monte Penamá desde el año 2010. Cuando los bueyes cumplen cinco años son sacrificados para el consumo de su carne, parte destinada a la comercialización y parte de la misma se prepara en una cena popular en Allariz.

## Otros artículos
- Llegada de bueyes (Chega de bois)